# 5331 Erimomisaki
Az 5331 Erimomisaki (ideiglenes jelöléssel 1990 BT1) a Naprendszer kisbolygóövében található aszteroida. Kin Endate,  Vatanabe Kazuró fedezte fel 1990. január 27-én.